# Residencia de Oficiales de Barcelona
La Residencia de Oficiales es una residencia militar de Barcelona (España). Fue proyectada por los arquitectos Josep Soteras y Manuel de Solà-Morales, siendo construida entre el 7 de agosto de 1939 y el 30 de mayo de 1940. El edificio, de estilo post-racionalista, está catalogado como bien cultural de interés local.

## Descripción
Es un edificio destinado a hacer de residencia para oficiales militares, con los servicios propios de un hotel de cierta categoría: servicios de restaurante, dormitorios, salas, pista de tenis, piscina y jardines. El edificio presenta un cuerpo principal en la avenida Diagonal, enfatizando la planta baja con los servicios comunes y ostentando, como único elemento decorativo, en el centro, un escudo de España. Un segundo cuerpo, anexo, sigue por la calle del Capitán Arenas, y tiene forma de letra L.

### Situación
Al construirse, la parte de la avenida Diagonal en que está situada volvía a coger empuje urbanizador pero todavía era una zona bastante desértica a nivel urbano y estaba rodeada de campos con actividad agrícola. Actualmente la transformación de la zona, gracias a las actividades comerciales y empresariales que se desarrollan en ella, ha hecho que la residencia esté en un lugar privilegiado.